# Trigonopleura macrocarpa
Trigonopleura macrocarpa là một loài thực vật có hoa trong họ Peraceae. Loài này được Airy Shaw miêu tả khoa học đầu tiên năm 1981.